# Paulette Nardal

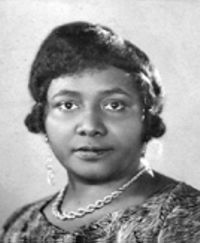
Paulette Nardal, Ende der 1920er-Jahre

Paulette Nardal (* 12. Oktober 1896 in Le François, auf Martinique; † 16. Februar 1985 in Fort-de-France) war eine französische Schriftstellerin und Journalistin.
Mit ihrer Schwester Jeanne Nardal kämpfte sie als Aktivistin für die kulturelle Selbstbehauptung der Schwarzen und engagierte sich als Mitbegründerin der literarischen Bewegung der Négritude. Sie gilt als eine der ersten Schwarzen Frauen aus Martinique, die an der Sorbonne studierten.

## Jugend auf Martinique
Paulette Nardal war die Tochter von Paul Nardal und Louise Achille. Die Familie gehörte dem auf der Insel noch jungen Schwarzen Bürgertum an. Ihre Urgroßmutter Sidonie Nardal war in Sklaverei geboren worden. Paulette Nardal hatte sieben jüngere Schwestern, die alle einen höheren Bildungsweg einschlugen und Unterricht in Geisteswissenschaften, europäischer Kunstgeschichte und Musik erhielten.
Paulettes Mutter Louise Achille wurde am 2. Juli 1869 in einer multiethnischen Familie geboren. Sie arbeitete als Klavierlehrerin und engagierte sich in mehreren Wohltätigkeitsorganisationen wie der Société des Dames de Saint-Louis, die Frauen im Alter von 18 bis 50 Jahren und ihre Kinder unterstützte, im Altersheim in Bethléem sowie im Waisenhaus von La Ruche.
Ihr Vater Paul Nardal war der erste Schwarze Mann, der ein Stipendium für die École des arts et métiers in Paris erhielt und später der erste Schwarze Ingenieur im öffentlichen Dienst. Er war 45 Jahre lang für den „Service Colonial des Travaux Publics“ tätig und beaufsichtigte unter anderem die Arbeiten an der Absalon-Brücke in Fort-de-France sowie an der Kirche in Ducos. Als Lehrer für Mathematik und Physik bildete er auf Martinique mehrere Generationen von Ingenieuren aus. Er wurde mit dem Ordre des Palmes Académiques für besondere Leistungen im akademischen Dienst ausgezeichnet und in die Légion d’honneur aufgenommen. Zudem wurde eine Straße im Zentrum der Hauptstadt Fort-de-France nach ihm benannt.
Paulette Nardal wurde Lehrerin, bevor sie sich im Alter von 24 Jahren dazu entschied, nach Paris (ins damalige „metropolitane Frankreich“) zu gehen, um dort ihr Studium fortzusetzen.

## Leben in Paris
Studium an der Sorbonne
Nach ihrer Ankunft in Paris im Jahr 1920 beginnt Paulette Nardal ein Studium der Englischen Literatur an der Sorbonne. Zu einer Zeit, in der nur wenige Frauen und Schwarze Menschen Zugang zu der renommierten Einrichtung hatten, waren Paulette und ihre Schwester Jeanne die ersten Schwarzen Studentinnen aus Martinique. Ihre Abschlussarbeit schrieb Paulette über die US-amerikanische Schriftstellerin und Abolitionistin Harriet Beecher Stowe, Autorin des 1852 veröffentlichten Romans Onkel Toms Hütte.
In Paris tauchte sie in das kulturelle Leben ein, ging zu Theatervorstellungen, Konzerten, Ausstellungen. Regelmäßig besuchte sie das Lokal „Bal Nègre“ (heute: "Bal Blomet"). Der Tanz- und Jazzclub des aus Martinique stammenden Jean Rézard war Treffpunkt der von den Antillen emigrierten Gemeinschaft und bot der jungen Frau viele kulturelle Bezugspunkte. Dort sah sie die Revues der Sängerin Marian Anderson und von Josephine Baker, die in ihr das weckten, was ihre Schwester „la conscience noire“ nennt, ein kollektives Schwarzes Selbstbewusstsein.
Der literarische Salon
In ihrem Apartment in der Rue Hébert Nr. 7 in Clamart, das sie sich mit ihren zwei Schwestern teilte, führte Paulette Nardal einen literarischen Salon. Dort brachte sie Angehörige der Schwarzen Diasporas zusammen. Diskutiert wurden u. a. die Emanzipation der Frau und theoretische Ideen, die für die Bewegung der Négritude von Belang sein würden. Gäste des Salons waren schon damals bekannte Schriftsteller wie Léopold Senghor und Aimé Césaire sowie Jean Price Mars, Léon-Gontran Damas und René Maran, der Autor des Romans Batouala. Darüber hinaus besuchten den Salon viele weitere Autor aus afrikanischen Ländern, aus Haiti und aus New York. Die New Yorker Schriftsteller wie Claude McKay gehörten vorwiegend der Harlem Renaissance an, einer literarischen Bewegung afroamerikanischer Schriftsteller.
Panafrikanisches Engagement in Zeitschriften
Ab 1928 schrieb Paulette Nardal für La Dépêche Africaine, Organ des assimilatorischen Comité de Défense de la Race Noire, die begrenzt auch panafrikanischen Ideen Raum bot. Mit Léo Sajous und René Maran, Schriftstellern aus Haiti und Guyana, gründete Paulette Nardal 1931 dann die Zeitschrift La Revue du Monde Noir, die auf Französisch und Englisch erschien. Mit der Zeitschrift verfolgte sie das Ziel,

« créer entre les Noirs du monde entier, sans distinction de nationalité, un lien intellectuel et moral qui leur permette de mieux se connaître, de s’aimer fraternellement, de défendre plus efficacement leurs intérêts collectifs et d’illustrer leur race. »

„zwischen den Schwarzen der Welt, ungeachtet ihrer Nationalität, eine intellektuelle und geistige Verbindung zu schaffen, die es ermöglicht, sich besser kennenzulernen, sich wie Geschwister zu lieben, gemeinsame Interessen zu verteidigen und die schwarze Identität zu stärken.“

Auch Paulettes Schwestern Jeanne und Andrée sowie ihr Cousin Louis-Thomas Achille schrieben für die Zeitschrift.
Binnen eines Jahres musste das Projekt nach sechs Ausgaben aufgrund finanzieller Engpässe eingestellt werden. Die literarische Strömung der Négritude bestand jedoch fort. Insbesondere die Schriftsteller Césaire und Senghor griffen deren Bestrebungen und Ideen in ihrer Zeitschrift L’Étudiant noir auf, versäumten dabei aber, den wesentlichen Beitrag Paulette Nardals angemessen zu würdigen. Sie schrieb dazu später:

« Césaire et Senghor ont repris les idées que nous avons brandies et les ont exprimées avec beaucoup plus d’étincelles, nous n’étions que des femmes ! Nous avons balisé les pistes pour les hommes. »

„Césaire und Senghor vertraten die Ideen, die wir entwickelt hatten, und konnten sie mit weitaus mehr Wirkkraft verbreiten, da wir ja nur Frauen waren! Doch haben wir den Männern den Weg bereitet.“

Politische Aktivistin
Zu dieser Zeit war sie auch Sekretärin des sozialistischen Abgeordneten Joseph Lagrosillière aus Martinique und später von Galandou Diouf, der 1934 zum Abgeordneten des Senegal in der französischen Nationalversammlung gewählt wurde. Sie setzte ihr politisches Engagement fort, insbesondere gegen die Invasion Äthiopiens durch Mussolinis faschistisches Italien.
1937 reist sie auf Einladung ihres Freundes Léopold Sédar Senghor in den Senegal.

## Zweiter Weltkrieg
Als sie 1939 kurz nach Kriegsausbruch über den Seeweg von Martinique zurückkehrte, torpedierte ein deutsches U-Boot das Schiff und versenkte es. Paulette wurde von einem Rettungsboot vor dem Ertrinken gerettet, erlitt aber Frakturen an beiden Kniescheiben. Sie verbrachte 11 Monate im Krankenhaus von Plymouth und blieb für den Rest ihres Lebens körperlich eingeschränkt. Während des Vichy-Regimes kehrte sie nach Martinique zurück und gab heimlich Englischunterricht für junge Menschen aus Martinique, die sich dem Freien Frankreich anschließen wollten. Außerdem eröffnet sie einen neuen literarischen Salon.
Nach der Verordnung vom 21. April 1944, die den Frauen das Wahlrecht einräumt, gründet Paulette Nardal 1945 das Rassemblement féminin. Mit dieser Initiative wollte sie die Frauen auf Martinique dazu bewegen, von ihrem neuen Recht Gebrauch zu machen und am 20. April 1945 wählen zu gehen.
Als sich das Ende des Zweiten Weltkriegs abzeichnete, ging sie in die USA, wo sie die Privatsekretärin von Ralph Bunche wurde, der als Bürgerrechtsaktivist entscheidend an der erfolgreichen Vermittlung zwischen den Parteien im ersten Israelisch-Palästinensischen Krieg beteiligt war. Auf Bunches Wirken hin erhielt Paulette Nardal einen Posten in den kurz zuvor gegründeten Vereinten Nationen und wurde dort für eineinhalb Jahre Delegierte in der Sektion für Hoheitsgebiete ohne Selbstregierung.

## Rückkehr nach Martinique
Nach ihrer Rückkehr nach Martinique gründete sie gemeinsam mit ihrer Schwester Alice Nardal den Chor „Joie de chanter“ und engagierte sich weiterhin als Aktivistin für Frauenförderung, Kultur, Literatur und Geschichte. Zudem bereiteten die beiden Schwestern die Feierlichkeiten zum 100. Jahrestag der Abschaffung der Sklaverei auf Martinique vor.
Nach einem Attentat auf Paulette Nardal im Jahr 1956, bei dem eine unbekannte Person eine brennende Fackel durch ein Fenster ihres Hauses geworfen hatte, überredete ihre Familie sie, ihren politischen Aktivismus einzustellen. Sie verfasste daraufhin eine Chronik der musikalischen Traditionen in den ländlichen Gebieten Martiniques, um sicherzustellen, dass der Bèlè und Variationen wie der gran bèlè, der béliya, der bouwo, der Ladija u. a. sowie der zugrundeliegende Afro-Rhythmus aja-gbe ihren Platz in der antillischen  Musik erhalten. Einen starken Bezug zur Musik hatte auch Paulettes Nichte, die Opernsängerin Christiane Eda-Pierre.
Wie ihr Vater wurde Paulette Nardal mit dem Ordre des Palmes Académiques für besondere Leistungen im akademischen Dienst ausgezeichnet und in die Légion d’honneur aufgenommen. Léopold Sédar Senghor verlieh ihr darüber hinaus den Titel Commandeur de l’Ordre National de la République du Sénégal.

## Tod
Paulette Nardal starb am 16. Februar 1985 im Alter von 88 Jahren in Fort-de-France. Die Schriftstellerin und politische Aktivistin wird als Vorreiterin im Kampf für die Gleichberechtigung der Schwarzen Bevölkerung in Erinnerung bleiben. Als eine der Ersten betonte sie unermüdlich ihren Stolz darauf, Schwarz zu sein – eine Haltung, die ab Mitte des 20. Jahrhunderts weltweit in der „Black is beautiful“-Bewegung ihren Ausdruck fand.

## Würdigungen

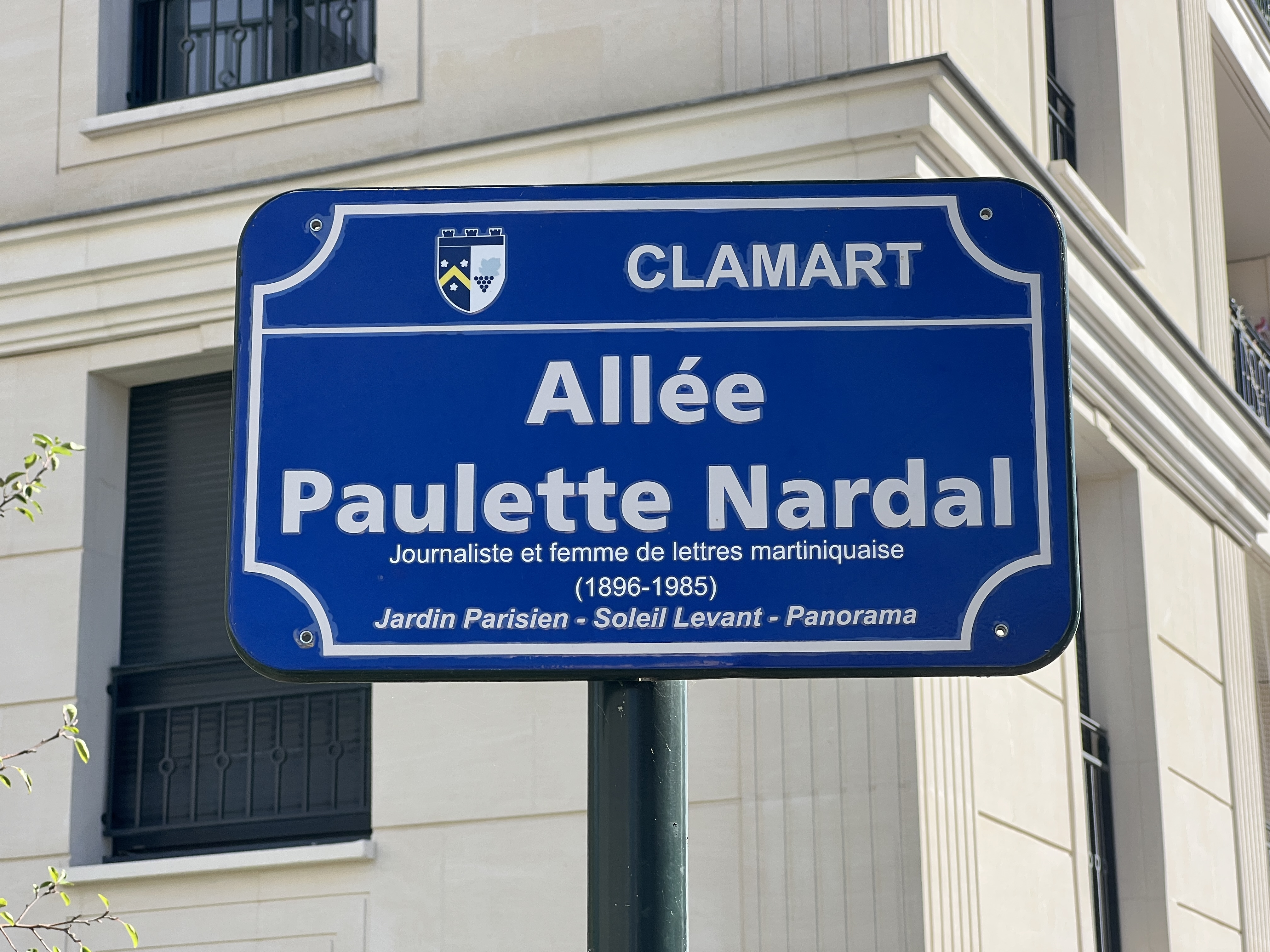
Straßenschild der Allée Paulette Nardal in Clamart

- Straßenschild der Allée Paulette Nardal in ClamartIn den 1980er Jahren ließ Aimé Césaire als damals amtierender Bürgermeister von Fort-de-France einen Platz nach Paulette Nardal benennen.[10]
- 2018 benannte die Stadt Paris auf Vorschlag von Fadila Mehal, einer Abgeordneten des Rassemblement des démocrates, progressistes et indépendant, einen Park und eine Straße im 14. Arrondissement nach Jane und Paulette Nardal.
- Im Beisein von deren Nichte Christiane Eda-Pierre wurde die Promenade am 31. August 2019 offiziell von der Pariser Bürgermeisterin Anne Hidalgo eröffnet.
- Im Jahr 2019 benannte die französische Stadt Clamart eine neue Straße nach Paulette Nardal.
- Die Gemeinde Malakoff bei Paris nannte eine Schule nach ihr um, die zuvor den Namen von Paul Bert getragen hatte.
- Das Gymnasium der Stadt Ducos auf Martinique trägt seit 2021 den Namen Lycée général et technologique Paulette Nardal.
- 2022 verlieh die französische Stadt Fontenay-sous-Bois (Val-de-Marne) der Zugangsallée zur neuen Schule Paul-Langevin ihren Namen.
- Auch in Le Haillan ist eine Straße nach Paulette Nardal benannt.
- Im Juli 2024 wurde bei den Olympischen Sommerspielen in Paris eine Statue von Paulette Nardal enthüllt und im Anschluss an die Stadt übergeben.